# Guatteria rubrinervis
Guatteria rubrinervis är en kirimojaväxtart som beskrevs av Robert Elias Fries. Guatteria rubrinervis ingår i släktet Guatteria och familjen kirimojaväxter. Inga underarter finns listade i Catalogue of Life.